# Eomatsucoccus sukachevae
Eomatsucoccus sukachevae är en insektsart som beskrevs av Koteja 1988. Eomatsucoccus sukachevae ingår i släktet Eomatsucoccus och familjen pärlsköldlöss. Inga underarter finns listade i Catalogue of Life.